# Colón Génova
Pour les articles homonymes, voir Colon et Génova (homonymie).
Colón Génova est une municipalité située dans le département de Nariño en Colombie.